# نوذر
نوذَرْ (به اوستایی: ت.ت. 'naotara' 𐬥𐬀𐬋𐬙𐬀𐬭𐬀 ؛ به پارسی میانه: ت.ت. 'nōḏar')، پسر منوچهر، یکی از شاهان پیشدادی در شاهنامه است. به دلیل بی‌تدبیری او ایران دچار وضعیت بحرانی شد. پشنگ پادشاه توران پس از اطلاع از مرگ منوچهر، پسر خود افراسیاب را به کین‌خواهی تور به جنگ ایرانیان فرستاد. در جنگی که در پای حصار دهستان درگرفت نوذر گرفتار افراسیاب گشت و کشته شد. نوذر دو پسر به نام‌های توس و گستهم داشت که به تشخیص بزرگان ایران هیچ‌یک لایق پادشاهی نبودند.

## کشورداری نوذر

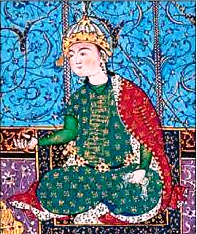
نگاره‌ای از نوذر در شاهنامهٔ تهماسبی

نوذر پس از اینکه بر تخت سلطنت نشست روش اعتدال را پیشه نمود ولی بزودی قدرت او را به تکبّر و شقاوت واداشت بسیار خودسر و بیرحم شد و فرّهٔ ایزدی از سیمایش پر کشید و چهره‌اش تیره شد.
| برین بر نیامد بسی روزگار  |  | که بیدارگر شد سر شهریار     |
| ز گیتی برآمد به هر جای غو |  | جهان را کهن شد سر از شاه نو |
| چو او رسم‌های پدر در نوشت  |  | ابا موبدان و ردان تیز گشت   |

منوچهر هنگام مرگ حمله تورانیان را پیش‌بینی می‌نمود و به همین سبب می‌دانست که ایرانیان به تنهایی از پس دشمنی چون توران برنخواهند آمد و ایران زیر پای ستوران بیگانه ویران خواهد شد؛ لذا به نوذر توصیه کرد که در هنگام بحران فقط از سام نریمان کمک بطلبد و بجز او به هیچ‌کس اعتماد ننماید.

### تهاجم افراسیاب[۶]

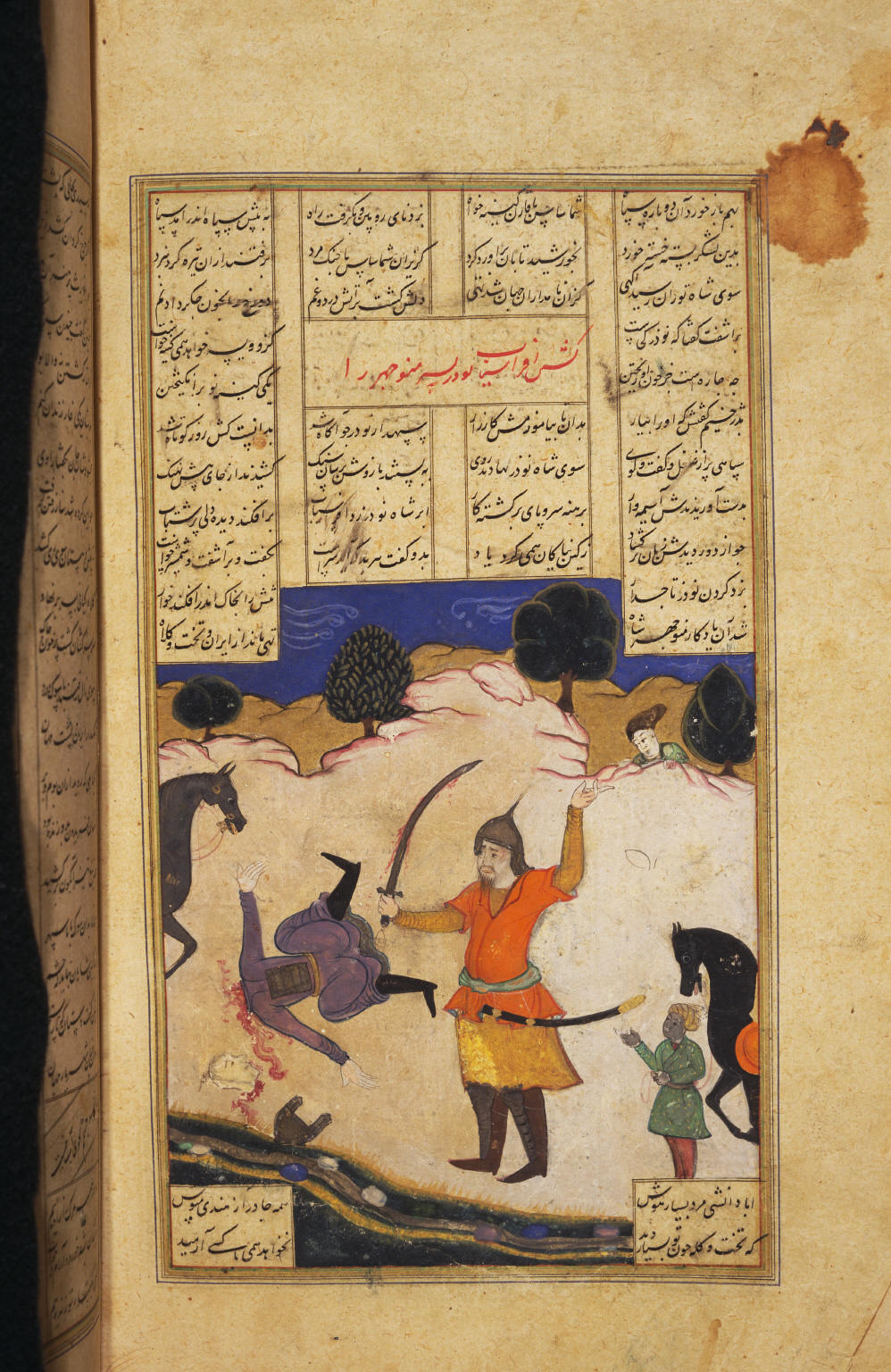
نگاره‌ای از شاهنامه که کشتهٔ شدن نوذر به‌دست افراسیاب را نشان می‌دهد

با مرگ منوچهر ایرانیان تقریباً قدرت و اقتدار سیاسی خویش را تا مدت‌های مدید از دست دادند و اداره امور بدست زابلیان افتاد.
 شاهنامه تلویحاً به این موضوع اشاره داشته اذعان می‌نماید که سام پیشوای زابلی تحت فرامین شاه ایران بود ولی سام در زمان نوذر پیر و فرتوت شده بود که هنگام حمله عظیم سپاه پشنگ به فرماندهی افراسیاب از دنیا رفت و به همین سبب پسرش زال نیز از یاری ایرانیان بازماند چون سرگرم ساختن مقبره برای سام بود.
شاهنامه پادشاهی نوذر را هفت سال ذکر می‌کند و در این مدت شاه توران از مرگ منوچهر خبر یافت و دانست که شاه جدید تدبیر و توان مقابله با سپاه توران را نخواهد داشت لذا سران و فرماندهان کشور را فرا خواند و موضوع حمله به ایران و انتقام تور - نیای زادشم - را مطرح و اجماع به حمله شد. پشنگ در پایتخت ماند و سپهسالاری لشکر را به پسرش افراسیاب سپرد. تصویری که شاهنامه به نمایش می‌گذارد یک تراژدی برای نوذر و ایرانیان است، فی‌المثل شمار نیروهای ایرانی در مقایسه با شمار نیروهای تورانی:

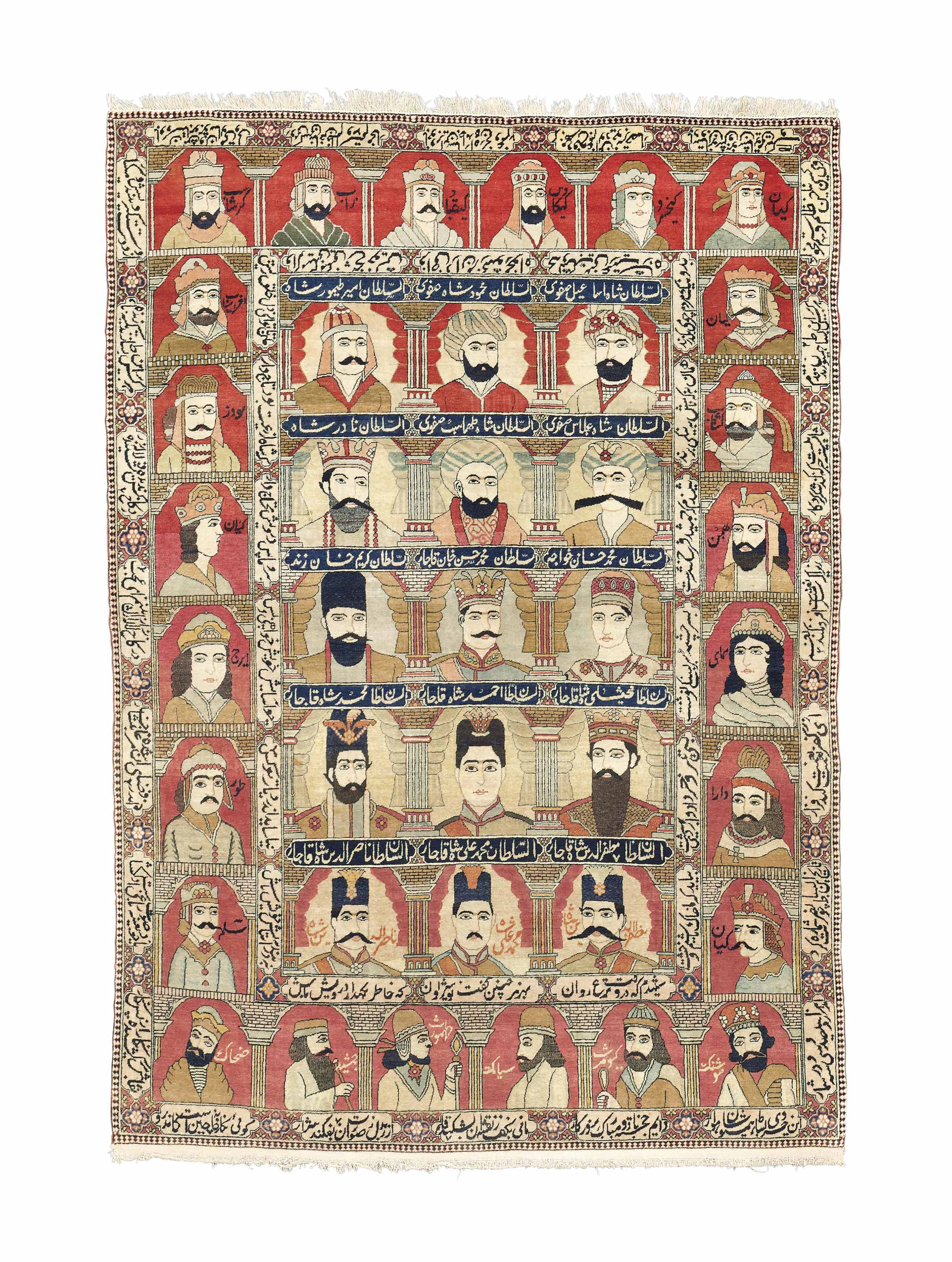
یک فرش کهن کاشانی از دورهٔ قاجاری که دور تا دور آن نقش پادشاهان اسطوره‌ای ایران قرار گرفته‌اند. در میانهٔ آن، نگارهٔ چند تن از شاهان ایران نوین جا داده شده است.

| چو دشت از گیا گشت چون پرنیان |  | ببستند گردان توران میان    |
| سپاهی بیامد ز ترکان و چین    |  | هم از گـُرزداران خاور زمین  |
| که آنرا میان و کرانه نبود    |  | همان بخت نوذر جوانه نبود   |
| .                            |  | .                          |
| نبد شاه را روزگار نبرد       |  | به بیچارگی جنگ بایست کرد   |
| ابا لشکر نوذر، افراسیاب      |  | چو دریای جوشان بُد و رود آب |